# Estadio Ramón Sánchez Pizjuán

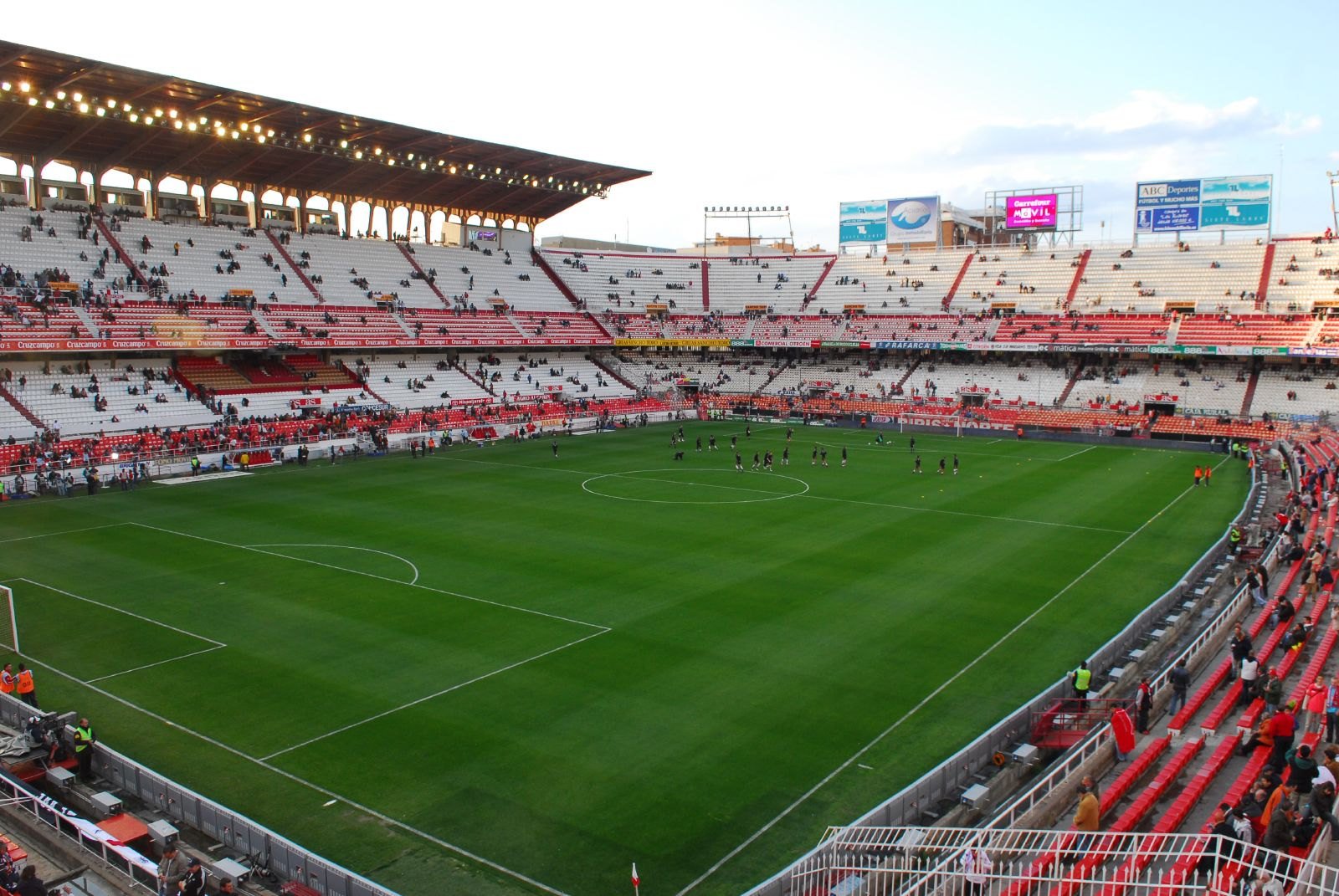
Tottenham na tréninku na stadionu Ramón Sanchez Pizjuán

Stadion Ramón Sanchez Pizjuán je fotbalový stadion ve španělské Seville. Jeho projekce byla započata v roce 1937, stalo se tak v témže roce, kdy Don Ramón Sánchez Pizjuán, tehdejší prezident Sevilla FC, koupil pozemek, na kterém chtěl postavit nový stadion. Nicméně s prvními kroky se muselo počkat až do roku 1954. V této době se uskutečnila soutěž designérů, kterou vyhrál Manuel Muňoz Monasterio, stejný architekt, který navrhl stadion Realu Madrid Santiago Bernabéu.
Velkým snem Ramóna Sanchéze Pizjuána bylo postavit takový stadion, který by odpovídal skvělým výkonům tehdejšího mužstva FC Sevilla. Na konci října roku 1956, pár týdnů předtím, než bylo započato se stavbou, však všechny Sevilliany zastihla smutná zpráva – Don Ramón Sánchez Pizjuán zemřel. Jeho následovník ve funkci Ramón de Carranza slíbil nad jeho hrobem, že bude stadion dostavěn přesně podle návrhu a také, že ponese jméno zesnulého prezidenta. Základní kámen této stavby byl položen 2. prosince téhož roku.
Práce na stavbě byly ukončeny v létě roku 1958 a stadion byl slavnostně otevřen 7. září přátelským utkáním proti Realu Jaén, který skončil nerozhodně 3:3. Avšak stadion měl vystavěnu spodní část tribuny, do dnešní podoby , dorostl v roce 1974 pod vedením prezidenta Eugenia Montea Cabezy. V této době dosáhl také největší kapacity – více než 70 tisíc diváků.
Následovaly ale další změny. V očekávání mistrovství světa 1982, které tehdy Španělsko hostilo, byla snížena jeho kapacita na 66 tisíc diváků. Poslední změna proběhla v polovině devadesátých let dvacátého století, kdy podle norem FIFA musela být odstraněna všechna místa k stání. Od té doby činí kapacita stadionu Ramóna Sáncheze Pizjuána 45 500 diváků. V nejbližší době se počítá s jeho modernizací. Stavební práce počítají s rozpočtem mezi 80 a 100 miliony eur a za cíl budou mít zvýšení kapacity stadionu až na 66 000 diváků, dojde také ke změně vzhledu a budou přistavěna čtyři schodiště v rozích stadionu, podobně jako je tomu například na stadion Santiago Bernabéu.
Sevillský stadion je prestižním fotbalovým sportovištěm pro celou Andalusii a jedním z nejlepších ve Španělsku. Hostil například semifinále mistrovství světa v roce 1982, ve kterém se utkali Francie s Německem nebo finále Poháru mistrů evropských zemí (předchůdce Ligy mistrů), ve kterém porazila Steaua Bukurešť FC Barcelonu v penaltovém rozstřelu. Ve své době to byl teprve druhý španělský stadion, který měl tu čest hostit takovýto zápas. Jediným stadionem, kterému se to povedlo dříve než stánku v Seville, byl Santiago Bernabéu.
Stadion Ramón Sánchez Pizjuán je také jediným hřištěm na kterém hraje pravidelně španělská fotbalová reprezentace bez porážky – s bilancí 19 výher a tři remízy (2009).